# Egil Nygård
Egil Nygård es un deportista noruego que compitió en biatlón. Ganó una medalla de bronce en el Campeonato Mundial de Biatlón de 1963, en la prueba por equipos.

## Palmarés internacional
| Campeonato Mundial | Campeonato Mundial | Campeonato Mundial | Campeonato Mundial |
| Año                | Lugar              | Medalla            | Prueba             |
| ------------------ | ------------------ | ------------------ | ------------------ |
| 1963               | Seefeld (Austria)  | Medalla de bronce  | Equipo             |